# Rodulf Haraldsson
Rodulf Haraldsson, chiamato a volte Rudolf, dalla lingua norrena Hróðulfr (... – giugno 873), è stato un capo vichingo che razziò l'arcipelago britannico, il regno dei Franchi Occidentali, la Frisia e la Lotaringia tra l'860 e l'873.

## Biografia
Era figlio di Harald il Giovane e nipote di Rorik di Dorestad, nonché parente di Harald Klak e Godfrid Haraldsson, ma fu la "pecora nera della famiglia". Fu battezzato, ma non si sa in che circostanze. La sua carriera è oscura, ma racconti simili si trovano nelle principali serie di Reichsannalen del tempo: gli Annales Bertiniani della Francia occidentalis, gli Annali di Fulda del Francia orientalis e gli Annales Xantenses della Francia Media. Morì nel fallimentare tentativo di imporre un danegeld agli abitanti di Ostergo.
Nell'864 Rodulf guidò un gruppo di mercenari (locarii) ino Lotaringia per ottenere un pagamento da Lotario II, il quale raccolse quattro denari per ogni mansus (proprietario terriero) del regno, così come molto bestiame e molta farina, vino e birra. La sola fonte che ne parla sono gli Annales Bertiniani:
()
()
La parola tradotta "sidro" o "birra", sicera, deriva dall'antico ebraico e può riferirsi a qualsiasi bevanda alcolica tranne il vino. È stata tradotta sharbat. Non viene riportato l'ammontare totale del denaro pagato. È dibattuto il fatto che sia stato pagato come stipendio o tributo: Einar Joranson non lo dice, ma Simon Coupland ha supposto che locarii (plurale di locarium) viene spesso usato nelle fonti carolingie per indicare i pagamenti per servizi di mercenari, opposto al tributum che era un pagamento difensivo.
Due volte nell'872 Rodulf si unì allo zio Rorik, facendo visita a Carlo il Calvo, come registrato negli Annales Bertiniani:
()
Oltre al servizio militare forse pagato presso Lotario, le sue strette relazioni coi re Franchi fanno ipotizzare che avesse un feudo in Frisia, forse essendo succeduto al padre attorno all'840. In questo caso Carlo sarebbe diventato il suo signore grazie al Trattato di Meerssen dell'870. Le sue principali attività vichinghe si svolsero, secondo gli annali, nel regno dei Franchi Occidentali e "oltre il mare", presumibilmente nell'arcipelago Britannico. Secondo gli Annales Bertiniani, nell'autunno dell'873 Carlo il Calvo avvisò i propri vassalli del nord del regno di stare attenti ad un possibile tradimento di Rodulf. Janet Nelson, commentando gli Annales, ipotizzò che Rodulf stesse cospirando con il giovane figlio ribelle di Carlo, Carlomanno.
Secondo tutti e tre gli annali, Rodulf giunse nella Frisia settentrionale nel giugno 873 ed inviò messaggeri ad Ostergo chiedendo un tributo (tributa secondo gli Annali di Fulda). I Frisoni risposero che avrebbero pagato tasse solo al loro re, Ludovico II il Germanico, ed ai suoi figli (Carlomanno, Ludovico e Carlo). Seguì una battaglia in cui Rodulf fu ucciso e le sue truppe messe in fuga. Gli Annali di Fulda affermano che un cristiano scandinavo, che non nominano, combatté alleato con i Frisoni fornendo un consiglio che fu cruciale per la vittoria. Questi Annales forniscono anche dettagliato resoconto della battaglia.. Il racconto degli Annales Bertiniani è più breve. L'autore anonimo degli Annales Xantenses sottolinea acidamente la sua morte